# CBU–87 CEM

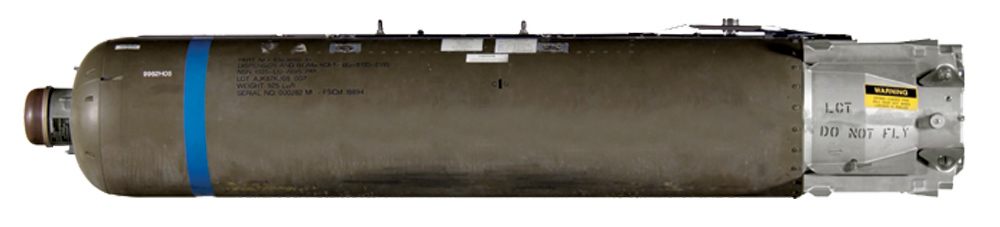
Bomba CBU-87

CBU–87 CEM (CEM-Combined Effects Munition) este o bombă cu dispersie dezvoltată și fabricată de Aerojet General/Honeywell, fiind în dotarea Forțele Aeriene ale Statelor Unite ale Americii și introdusă în 1986 pentru a înlocui generațiile precedente de bombe cu dispersie folosite în Războiul din Vietnam.
Poate fi aruncată de la orice altitudine și viteză.
Caracteristici
- Lungime: 2,33 m
- Diametru: 40 cm
- Greutate: 430 kg
- Preț: 14.000 US$/buc.